# Dailam

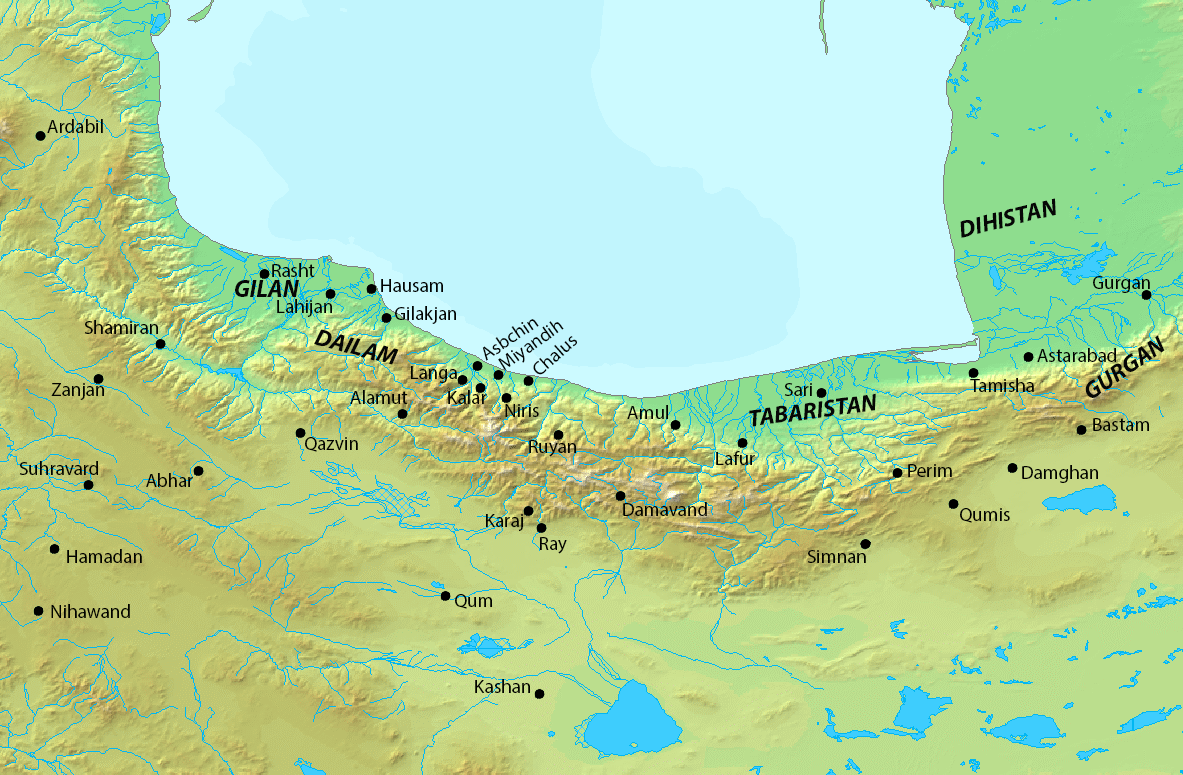
Zuiden van de Kaspische Zee

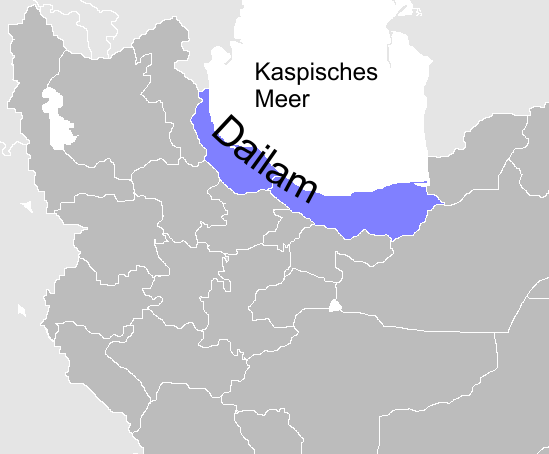
De regio Dailam (ingekleurd de huidige provincies Gilan en Mazandaran)

Dailam of Deylem (Arabisch: ديلام; Farsi: دیلمان) is de historische naam van een bergachtig kustgebied aan de zuidkant van de Kaspische Zee. Het gebied omvat min of meer de huidige provincies Mazandaran en Gilan. Vroeger vormde Dailam de westelijke helft van Hyrcanië. De heuvels en bergen zijn de uitlopers van het Elboersgebergte. Het gebied wordt vanouds bewoond door de Dailamieten.
Wegens het bergachtig karakter was Dailam beschermd tegen aanvallen van de Arabieren en werd pas laat ge-islamiseerd. De Dailamieten namen, gestimuleerd door missionarissen van de Zaidieten, de sjiïetische versie van de Islam aan. De Arabische historicus Ibn al-Athir zei over de Dailamieten, dat ze de Sjiïetische religie hadden aangenomen. Voor de islamisering was het grootste deel van de bevolking aanhanger van het Zoroastrisme.
Hamzah al-Isfahani, een Perzisch historicus uit de 10e eeuw, schreef dat de Dailamieten door de Perzen de Koerden van Tabaristan en door de Arabieren de Koerden van Soeristan werden genoemd. Overigens waren de Dailamieten geen etnische Koerden in de huidige betekenis.
Sinds de periode van de Sassanieden waren de Dailamieten gevraagd als voetsoldaten, ze werden door islamitische dynastieën als de Ghaznaviden en Fatimieden als huurlingen gebruikt. De Dailamieten stichtten onder andere de vorstendommen van de Boejiden en de Kakoejiden.
In de periode van de Dailamitische rijken en dynastieën tussen 800 en 1000 n. Chr. trokken veel bewoners naar Anatolië.

## Nazaten
Volgens de Duitse Iranist Friedrich Andreas (1906) waren de in het Zuid-Kaspische gebied wonende Dailemi (Dêlemî) de voorouders van de Zaza's, die in het oosten van Turkije wonen. Deze stelling werd in 1880 eveneens door de Armeense historicus Antranig verdedigd en kreeg later ondersteuning van de Russische oriëntalist Vladimir Minorski en de Duitse Iranisten Oskar Mann en Karl Hadank.